# Anja Aandewiel
Anja Aandewiel (Katwijk, 14 gennaio 1964) è un'ex cestista olandese.

## Carriera
Con i Paesi Bassi ha disputato i Campionati europei del 1989.